# Генерал-губернатор Пакистана
Генерал-губернатор Пакистана (англ. Governor-General of Pakistan) — фактический глава государства Пакистан с 1947 по 1956 годы. Представлял формального главу государства — монарха Великобритании.
Пост появился с провозглашением независимости Пакистана в 1947 году и был упразднён с провозглашением республики в 1956 году, после чего главой государства стал президент Пакистана.

## Список генерал-губернаторов Пакистана
| Имя | Имя                 | Изображение | Начало полномочий     | Окончание полномочий  | Политическая партия    |
| --- | ------------------- | ----------- | --------------------- | --------------------- | ---------------------- |
| 1   | Мухаммад Али Джинна |             | 15 августа 1947 года  | 11 сентября 1948 года | Мусульманская лига     |
| 2   | Хаваджа Назимуддин  |             | 14 сентября 1948 года | 17 октября 1951 года  | Мусульманская лига     |
| 3   | Гулам Мухаммад      |             | 17 октября 1951 года  | 6 октября 1955 года   | Беспартийный           |
| 4   | Искандер Мирза      |             | 6 октября 1955 года   | 23 марта 1956 года    | Республиканская партия |